# 모기윤
모기윤(毛麒允, 1912년 2월 29일~1983년 6월 30일)은 대한민국의 시인 겸 아동극작가 및 국문학자이고, 수필가이자 대학 교수 겸 국문학 교육인이다.

## 생애
여성 시인 모윤숙의 남동생이다. 본관은 광주(廣州)이고 아호(雅號)는 월천(月泉), 일완(日完)이다. 함경남도 원산에서 출생하였고 지난날 한때 함경남도 함흥에서 잠시 유아기를 보낸 적이 있다.
1931년 《조선의 노래》와 《눈 · 꽃 · 새》라는 시를 발표하여 시인으로 첫 등단하였다. 1934년에는 《꽃피어라》라는 아동극(희곡)으로 아동극작가 등단하였다. 국문학 연구에도 매진하여 8.15 광복 이후에는 1947년에서부터 1948년까지 고려대학교 객원교수를 1년간 지냈고, 그 후 서울대학교, 청주대학교, 수도여자사범대학에 교수로 출강하였다.
1983년 6월 30일, 서울특별시 신림동에서 만성 폐렴으로 투병 요양하다가 향년 72세로 별세하였다.

## 학력
- 함경남도 원산보통학교 졸업
- 경성제1고등보통학교 졸업
- 경성연희전문학교 문과 학사[1](1937년)

## 대표작
대한민국 군가 《우리는 대한국군》이라는 작품은 모기윤이 가사를 작사하고 하모니카 연주자이며 작곡가 겸 지휘자인 김희조(金熙祚)가 작곡한 곡이다.

## 가족 관계
- 누나 : 모윤숙
- 배우자 : 유순렬(劉順烈) - 2번째 부인(재혼)
  - 딸: 모혜정(毛惠晶) - 1번째 부인(사별) 소생

## 같이 보기
- 윤극영
- 윤석중
- 황순원
- 강소천
- 주평